# Gregor Clegane
Gregor Clegane é uma personagem fictícia  da série de livros de fantasia A Song of Ice and Fire, do escritor norte-americano George R. R. Martin, e de sua adaptação televisiva Game of Thrones. Introduzido no primeiro livro da série, A Game of Thrones (1996) ele aparece novamente em A Clash of Kings (1998), A Storm of Swords (2000) e no quinto livro da saga A Dance with Dragons (2011) como Ser Robert Strong. Ele é um vassalo da poderosa Casa Lannister e um homem enorme, conhecido por seu tamanho, temperamento incontrolável, sua crueldade e suas proezas em batalha. Na série de televisão, ele é interpretado por Conan Stevens na 1ª temporada, por Ian Whyte na 2ª temporada e pelo ator islandês Hafþór Júlíus Björnsson a partir da 4ª temporada, sua imagem mais conhecida.

## Perfil
Sor Gregor Clegane, da Casa Clegane, é um proeminente comandante do exército de Tywin Lannister, a quem é dado o comando das vanguardas na maioria das batalhas junto com sua força pessoal de 300 cavaleiros que o seguem. Sua armadura é a mais pesada dos Sete Reinos, sendo impossível a qualquer outro homem se movimentar com ela. Apelidado de "A Montanha Que Cavalga" ou simplesmente "A Montanha", ele é conhecido por sua incrível crueldade. Seu tamanho o faz ser um guerreiro temido por todos e lhe angariou uma grande fama de brutalidade.

### Série literária
Quando criança, Gregor esfregou o rosto do irmão irmão mais novo Sandor Clegane menor num braseiro, por brincar com um de seus brinquedos, marcando-lhe a face com uma enorme cicatriz. Durante seus anos a serviço dos Lannister, Gregor cometeu inúmeros crimes, sendo   um dos mais infames deles o estupro e assassinato de membros da casa real Targaryen. Durante o saque de Porto Real, ao fim da vitoriosa "Rebelião de Robert Baratheon" contra o "Rei Louco" Aerys II Targaryen, ele estava entre os primeiros soldados dos Lannister a entrarem na capital do reino. Lá, ele estuprou a princesa  Elia e a  matou junto de seus dois filhos pequenos, Aegon e Rhaenys, um rancor e um desejo de vingança que a Casa Martell, de Dorne, ainda tinha no início dos fatos do primeiro livro da Saga, A Game of Thrones, 
uma vez  que  Elia Martell, casada com o príncipe herdeiro Rhaegar Targaryen, era parte da rica família Martell e irmã do príncipe de Dorne.

#### A Game of Thrones
Gregor Clegane participa do torneio em homenagem à nova Mão do Rei (principal conselheiro) Ned Stark, em Porto Real; ele derrota dois cavaleiros durante uma justa, matando um deles, até ser derrubado de seu cavalo num terceiro duelo contra Loras Tyrell. Enraivecido, ele mata o cavalo de Loras com um único golpe de espada e parte para atacar o jovem cavaleiro quando é contido por seu irmão, Sandor Clegane. Ele só se acalma e volta à disciplina quando é chamado à ordem pelo rei. Gregor é enviado por Tywin Lannister para as Terras Fluviais em retaliação pelo sequestro de seu filho Tyrion Lannister por Catelyn Stark. Beric Dondarrion, da Irmandade sem Fronteiras, aliada de Lady Stark, é enviado para prendê-lo mas Gregor lhe prepara uma emboscada e o mata.

#### A Clash of Kings
Durante a Guerra dos Cinco Reis, ele comanda tropas do exército dos Lannister pelas Terras Fluviais e durante o saque do Castelo Darry mata o herdeiro Lorde Lyman Darry, de oito anos de idade. Junto com seus homens, ele continua os ataques na região, causando enorme destruição e matando populações inteiras de vilarejos no caminho em completa impunidade. Por um tempo, ele mantém inconscientemente Arya Stark como sua prisioneira, que testemunha várias de suas barbáries. Ele porém é obrigado a se retirar da batalha com seus homens restantes, quando são derrotados pelas forças de  Ser Edmure Tully em Stone Mill, numa travessia do rio Tridente.

#### A Storm of Swords
Gregor recebe ordens de Tywin Lannister para retomar Harrenhal, que é mantida pelo mercenário Vargo Hoat e seus homens dos Bravos Companheiros.. Um cozinheiro da fortaleza que teve seu pé amputado por Hoat se vinga do mercenário e abre um dos portões secundários da cidadela para Gregor e seus homens, que a invadem e matam seus defensores e seus habitantes. "Montanha" dá um tratamento especial a Hoat, depois de mutilá-lo. Hoat, também conhecido como "O Bode" é obrigado a comer seus próprios membros cozidos ("bode cozido") antes de morrer, refeição também servida a outros prisioneiros. Quando Tyrion Lannister, acusado de envenenar o rei e sobrinho Joffrey Baratheon, pede um julgamento por combate, Cersei Lannister escolhe Gregor como o campeão da Coroa. Ele irá enfrentar Oberyn Martell, o irmão da princesa Elia, que procura vingança contra seus assassinos. Durante o combate, Oberyn consegue feri-lo com sua lança e derrubá-lo, mas num descuido Gregor o derruba, senta por cima e esmaga sua cabeça e seus olhos, ao mesmo tempo em que confessa ser o assassino da princesa e de seu filho pequeno. Porém, apesar de vencedor do duelo, ele foi ferido pela lança envenenada de Oberyn, o que o levará a uma morte lenta e dolorosa.  O resultado do combate traz vários problemas políticos para Tywin, principalmente a confissão de Gregor. Ele teme que a casa Martell se alie a Stannis Baratheon, o que poderia prolongar a Guerra dos Cinco Reis por anos. Ele planejava executar Gregor para aplacar os Martell, mas queria que isto fosse feito pela Justiça do Rei e não por envenenamento. Ele ordena ao Grande Meistre Pycelle que cure Gregor mas os esforços do Meistre são infrutíferos.

#### A Feast for Crows

Brasão de armas da Casa Clegane

As condições do "Montanha" continuam a se deteriorar e o veneno causa uma gangrena no corpo dele, com todas as sanguessugas colocadas em seu corpo para sugar o sangue contaminado morrendo instantaneamente. Sua urina é cheia de pus e seus gritos de agonia são ouvidos em toda Fortaleza Vermelha, acordando várias pessoas durante a noite.  Qyburn faz experiências em seu corpo antes dele morrer e conclui que ele foi envenenado por veneno de manticora, um inseto-réptil letal das ilhas de Jade, engrossado com feitiço para impedir sua morte instantânea e ao invés disso matá-lo lentamente. O crânio de Ser Gregor é enviado a Dorne como uma oferta de paz, em troca da morte de Elia e seus filhos. Entretanto, depois Qyburn menciona estar criando uma criatura imbatível para ser o novo guardião de Cersei e usa prisioneiras mulheres em suas experiências. Ele pede a Cersei que ordene a confecção de uma armadura tão grossa e tão pesada que o armador encarregado de fazê-la diz que nenhum homem será capaz de se movimentar dentro dela quanto mais combater usando-a.

#### A Dance with Dragons
A caveira de Gregor Clevane é levada a  Sunspear, capital de Dorne, por homens da Guarda Real e apresentada ao príncipe Doran Martell e a  Arianne Martell, sua filha e herdeira. Obara, uma das bastardas de Oberyn, tem dúvidas se aquele é mesmo o crânio da "Montanha". Em Porto Real, a morte do comandante da Guarda Real, Ser Arys Oakheart, deixou uma vacância. A rainha aprisionada, Cersei, solicita que o manto branco seja trazido por Qyburn, que revela por baixo dele um enorme cavaleiro de quase dois metros e meio de altura envolto da cabeça aos pés numa brilhante armadura branca. Os outros membros da Guarda Real dizem que o novo irmão não come, não dorme, não bebe e nem vai ao banheiro. Ele nunca é visto sem sua armadura nem retira o capacete. Ele também nunca fala e Qyburn explica que ele fez votos de silêncio até que Cersei seja inocentada e o reino seja purgado do Mal. Ele usa sete plumas na cor da Fé dos Sete no capacete e sua capa é afivelada com ícones na forma de estrelas de sete pontas. Apesar de ser apresentado como "Ser Robert Strong", muitos na Fortaleza Vermelha se perguntam qual será sua verdeira identidade. Como o crânio de Glegor Clegane foi enviado a Dorne, não se sabe o que será revelado se aquele capacete for um dia retirado. 

### Série de televisão

#### 1ª temporada (2011)
Ser Gregor toma parte do torneio em honra à nova Mão do Rei, Ned Stark, e mata um dos cavaleiros para horror da multidão. No segundo duelo a cavalo, ele perde a justa para Ser Loras Tyrell, que usou uma égua no cio para distrair o garanhão de Clegane que é derrubado no chão. Irado, ele pega a espada e corta sua montaria praticamente em dois novamente para horror de todos. Ignorando o barulho e os protestos, ele derruba Tyrell de seu cavalo e está a ponto de matá-lo desonrosamente quando seu irmão, Sandor Clegane, o impede empurrando-o e protegendo Loras. Os dois irmãos preparam-se cheios de ódio para se enfrentar com suas espadas quando o rei Robert Baratheon grita chamando-os à ordem e Gregor se retira irritado.

#### 2ª temporada (2012)
Na ausência de Tywin Lannister, ele é deixado para comandar Harrenhal e procurar e destruir os homens da Irmandade sem Bandeiras por conta da fuga de Arya Stark,  Torta Quente e Gendry da fortaleza. 

#### 3ª temporada (2013)
Ele abandona o castelo matando os prisioneiros restantes e é em seguida derrotado na batalha por Stone Mill por Ser Edmure Tully mas consegue escapar de volta às Terras Ocidentais. Robb Stark recrimina seu tio porque queria apanhar Gregor numa armadilha e eliminá-lo. Quando Robb chega com seu exército em Harrenhal descobre horrorizado que Clegane matou 200 homens do Norte seus prisioneiros e deixou seus corpos insepultos apodrecendo.

#### 4ª temporada (2014)
Gregor é escolhido como o campeão de Cersei para o julgamento por combate de Tyrion, acusado de envenenar o rei Joffrey e luta contra Oberyn Martell, campeão de Tyrion, que quer matar Clegane como vingança pelo assassinato de sua irmã, Elia Martell Targaryen. Oberyn inflige várias feridas graves em Clegane com sua lança envenenada, mas Clegane eventualmente mata Oberyn esmagando seu crânio, enquanto confessa que estuprou Elia, matou seus filhos e gostou, antes de desmaiar por causa de seus próprios ferimentos. Mais tarde, descobre-se que Clegane foi envenenado com veneno de manticora, um veneno com o qual Oberyn tinha molhado sua lança e que morreu lentamente, com dores lancinantes. Cersei recruta o ex-meistre Qyburn para salvá-lo, mesmo que este alegue que o procedimento "mudará" o "Montanha". 

#### 5ª temporada (2015)
Qyburn continua a trabalhar num Gregor já moribundo em seu "laboratório" nas masmorras da Fortaleza Vermelha. Cersei o visita e pergunta pelo andamento de seu "trabalho". Qyburn lhe diz que está indo bem mas ainda há muito o que fazer. Quando Cersei completa a Caminhada da Vergonha depois de solta pelo Alto Pardal para aguardar seu julgamento e é recebida na Fortaleza Vermelha, ela nota um enorme guarda todo coberto por uma armadura prateada que lhe é apresentado como o "mais novo membro" da Guarda Real. A experiência de Qyburn é aparentemente um sucesso, já que "Montanha" torna-se ativo novamente e se junta à Guarda Real como guarda pessoal de Cersei, embora os procedimentos secretos do ex-meistre tenham mudado sua aparência física, agora sempre escondida dentro da armadura, e seu comportamento.

#### 6ª temporada (2016)
Gregor continua a atuar como guarda pessoal de Cersei Lannister totalmente devotado a ela e intimidando todos aqueles que tentam importuná-la ou zombar dela. Ele encontra um homem do povo que colocou seu pênis para fora durante a Caminhada de Cersei e esmaga sua cabeça contra uma parede. Durante uma discussão entre ela e soldados da Fé Militante que querem obrigá-la a segui-los até o Alto Pardal, Gregor os confronta e mata um dos homens arrancando seu coração fora, fazendo os demais desistirem. Após Cersei destruir o Septo de Baelor e retomar o poder em Porto Real, Gregor estupra, tortura e mata a  Septã Unella pelas torturas que ela infligiu a Cersei enquanto a rainha esteve prisioneira do Septo e do Alto Pardal. 

#### 7ª temporada (2017)
Sempre dentro de sua armadura, em que traços de seu rosto azulado e de olhos vermelhos deformados aparecem pela viseira do capacete, Gregor acompanha Cersei à reunião dos líderes para uma trégua visando uma união comum contra o inimigo maior que ameaça Westeros inteira, os Caminhantes Brancos. Na reunião no Fosso dos Dragões, em Porto Real, "Montanha" reencontra o irmão, Sandor Clegane, que diz que o reconhece mesmo pelos traços disformes através do capacete e que Gregor também o reconhece. Sandor então diz ao irmão que ele sabe quem estará vindo para matá-lo num futuro próximo. Depois ele acompanha Tyrion num encontro particular com Cersei e começa a puxar a espada quando Tyrion, depois de uma discussão cheia de raiva e rancor,  diz à irmã que dê ordens a ele para matá-lo, mas Cersei não dá a ordem. O mesmo acontece quando ele está com Cersei e Jaime, mas Cersei ordena que ele mate Jaime num truque, e Gregor também não cumpre a falsa ordem.

#### 8ª temporada (2019)
Sempre leal e ao lado de Cersei Lannister onde quer que ela esteja como uma sombra, Clegane acompanha a rainha quando ela se encontra sobre as muralhas de Porto Real para receber Daenerys, Tyrion e demais acompanhantes que vem lhe fazer uma oferta de rendição sem derramamento de sangue. Cersei tem com ela Missandei, a intérprete e dama de companhia de Daenerys, acorrentada ao seu lado,  capturada que foi por Euron Greyjoy quando seus navios atacaram e  destruíram a frota Targaryen em Pedra do Dragão, depois da vitória dos vivos sobre o Rei da Noite e seus Caminhantes. Recusando a oferta de Daenerys e Tyrion, Cersei lhe faz um sinal e Gregor decapita Missandei com a espada sobre a muralha e à frente de todos. Diante da invasão e do incêndio de Porto Real por Daenerys, que derrota suas forças e a Companhia Dourada, Cersei acompanha Qyburn em fuga da Fortaleza Vermelha, sempre escoltada por Gregor e alguns guardas pessoais. Quando descem uma escadaria do lado externo da torre, o grupo encontra Sandor Clegane que chegou atrás do irmão. Sandor mata os guardas e Gregor mata Qyburn que queria obrigá-lo a seguir com a rainha e ignorar o irmão. Cersei foge sozinha após Gregor desobedecer seu comando de segui-la e protegê-la e os dois irmãos finalmente se enfrentam. Na luta que se segue, Gregor quase mata Sandor por sua força descomunal, mesmo ferido mortalmente várias vezes, inclusive trespassado por uma espada. Numa das investidas de Sandor, sua face monstruosa e desforme é posta a descoberto. Quando Sandor vai ter os olhos esmigalhados, da mesma forma que "Montanha" matou Oberyn Martell, ele consegue pregar uma faca no crânio de Gregor. Mesmo assim, "Montanha" não morre. Desesperado e quase morto, Sandor se joga sobre o irmão, o peso dos dois destroi a mureta da torre e eles despencam juntos do alto para a morte nas ruas incendiadas de Porto Real lá embaixo.